# Toyota ZZ-motor
De ZZ-motorfamilie van de Japanse autofabrikant Toyota is een serie van verschillende vier-in-lijn zuigermotoren voornamelijk geproduceerd door Toyota; de 2ZZ-GE is mede-ontwikkeld door Yamaha.
Alle motoren van deze serie zijn gemaakt van gegoten aluminium motorblokken, met dunne gietijzeren cilinderwanden en aluminium DOHC cilinderkop met vier kleppen per cilinder. De nokkenas wordt aangedreven door een distributieketting.
De ZZ-motoren vervingen de 4A-motorserie.

## 1ZZ
| Specificaties        | Specificaties        |
| -------------------- | -------------------- |
| type                 | lijnmotor            |
| aantal cilinders     | 4                    |
| cilinderinhoud       | 1,794 cm³            |
| boring × slag        | 79 mm × 91.5 mm      |
| compressieverhouding | 10,0 : 1             |
| kleppen per cilinder | 4                    |
| kleppen totaal       | 16                   |
| klepbediening        | DOHC                 |
| nokkenasaandrijving  | ketting              |
| inspuiting           | indirecte inspuiting |
| inspuitsysteem       | multipointinjectie   |

Vroege versies van de 1ZZ (1998-1999) beschikten nog niet over VVT-i-technologie. In de productiejaren die volgden werd deze technologie geïmplementeerd.

### 1ZZ-FE
De F in de motorcode betekent dat de kleppen in een nauwe hoek zijn gesitueerd, ten behoeve van het brandstofverbruik. De E betekent dat deze motor over elektronische brandstofinjectie beschikt.
Het vermogen van deze motor loopt uiteen tussen verschillende modellen. Dit begint bij 122 DIN pk (89 kW) bij 5600 tpm en 165 Nm koppel bij 4400 tpm tot 132 DIN pk (97 kW) bij 6400 tpm en 171 Nm koppel bij 4200 tpm.
Toepassingen:
- Toyota Avensis;
- Toyota Avensis Verso;
- Toyota Celica;
- Toyota Corolla (niet-Europese modellen);

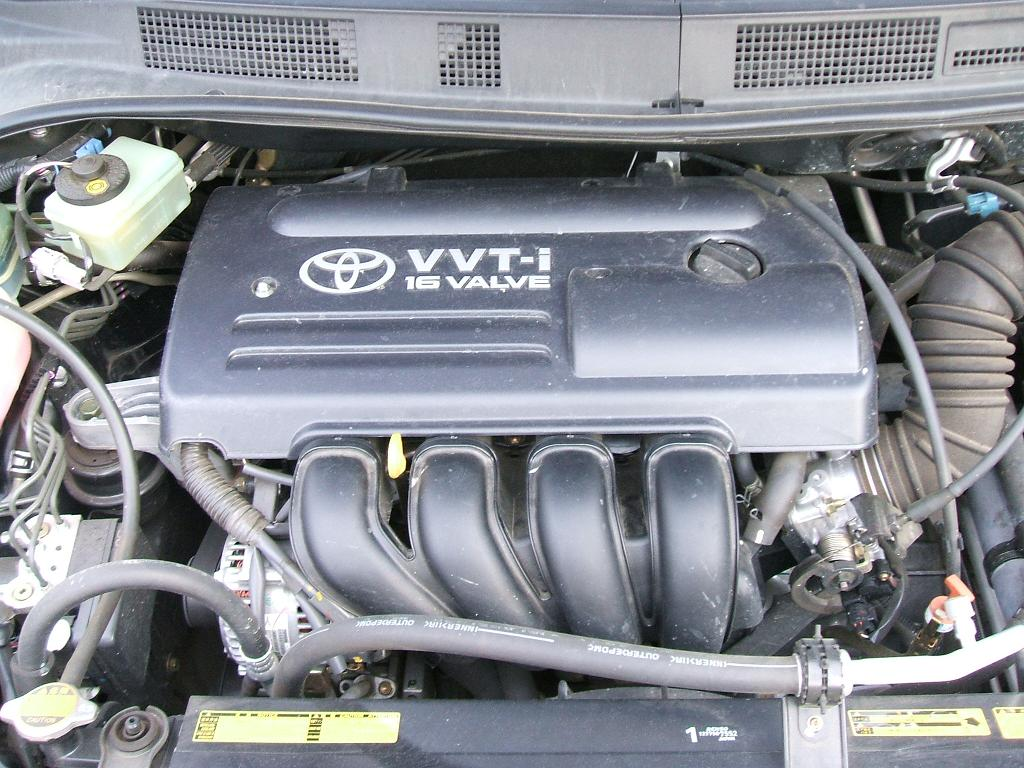
Toyota 1ZZ-FE motor

- Toyota Verso;
- Toyota MR2.

### 1ZZ-FBE
De F in de motorcode betekent dat de kleppen in een nauwe hoek zijn gesitueerd, ten behoeve van het brandstofverbruik. De B in de motorcode betekent dat de motor geschikt is voor brandstof met een hoog ethanolgehalte (≤ 85%). De E betekent dat deze motor over elektronische brandstofinjectie beschikt.

Deze motor werd toegepast in Brazilië.

## 2ZZ
De 2ZZ kent één versie: de 2ZZ-GE. Deze motor is gebaseerd op 1ZZ-FE waardoor de architectuur van de motor vergelijkbaar is. Zo heeft de motor nagenoeg dezelfde cilinderinhoud (2ZZ-GE heeft 2 cc meer inhoud).

### 2ZZ-GE
| Specificaties        | Specificaties        |
| -------------------- | -------------------- |
| type                 | lijnmotor            |
| aantal cilinders     | 4                    |
| cilinderinhoud       | 1,796 cm³            |
| boring × slag        | 82 mm × 85 mm        |
| compressieverhouding | 11,5 : 1             |
| kleppen per cilinder | 4                    |
| kleppen totaal       | 16                   |
| klepbediening        | DOHC                 |
| nokkenasaandrijving  | ketting              |
| inspuiting           | indirecte inspuiting |
| inspuitsysteem       | multipointinjectie   |

De G in de motorcode betekent dat de kleppen in een relatief brede hoek (43°) zijn gesitueerd, ten behoeve van vermogensprestaties. De E betekent dat deze motor over elektronische brandstofinjectie beschikt.
De 2ZZ-GE is de enige motor van Toyota die gebruikmaakt van VVTL-i-technologie. Toyota committeerde Yamaha om een prestatiegeoriënteerde cilinderkop te ontwikkelen op basis van de 1ZZ-FE benzinemotor. De motor heeft twee, bovenliggende nokkenassen (DOHC) met elk een 'gewoon' profiel en een groter, hoger profiel per cilinder. Deze grotere nokken kunnen de inlaat- en uitlaatkleppen langer en verder open doen laten staan.
|                 | inlaat | inlaat          | uitlaat | uitlaat         |
|                 | duur   | kleplichthoogte | duur    | kleplichthoogte |
| standaard nok   | 228°   | 7.6 mm          | 228°    | 7.6 mm          |
| grote, hoge nok | 292°   | 11.2 mm         | 276°    | 10 mm           |

Hierdoor kan meer lucht in en uit de motor worden verwerkt voor een groter rendement (lees: vermogen). De bovenzijde van de zuigers hebben uitsparingen zodat de kleppen de zuigers niet raken terwijl deze richting het bovenste dode punt van de compressie- en uitlaatslag begeven. Hierdoor heeft Toyota een compressieverhouding van 11,5 : 1 weten te bereiken. Desondanks blijft het een interfererende motor. Het systeem treedt in werking wanneer een bepaald toerental wordt bereikt, standaard voor de Europese Celica en Corolla is dit (ongeveer) 6200 tpm, en moet de temperatuur van de koelvloeistof minstens 60 graden Celsius zijn om schade aan de motor te voorkomen. De motorolie komt dan op druk te staan en laat de grotere nokken niet langer vrij meebewegen, maar laat deze de inlaat- en uitlaatkleppen langer en verder lichten.
Het motorblok is gemaakt van een aluminium legering, waarin de cilinderwanden zijn versterkt met MMC (Metal Matrix Composite). Dit materiaal kan niet worden gehoond. Benzine met een laag zwavelgehalte behoudt de structuur van dit type MMC-legering, en behoudt de beschermende oliefilm op de cilinderwanden en zuigerveren om frictie en slijtage te verminderen. Daarnaast wordt geadviseerd de motor snel en rustig naar operationele temperatuur (ongeveer 80 graden Celsius) te brengen om de kwaliteit van de MMC-legering te behouden.
De 2ZZ-GE motor maakt gebruik van zogenoemde 'liftbouten', welke de werking van VVL (variable valve lift) mogelijk maken. Vroege motoren werden voorzien van liftbouten van een inferieur ontwerp. De inferieure bouten konden na verloop van tijd afbreken in de cilinderkop, waarna VVL niet meer werkte. Extractie van de beschadigde bout(en) is vereist om de prestaties van de motor te herstellen. In Toyota Service Bulletin (TSB) EG010-03 adresseerde Toyota het probleem.

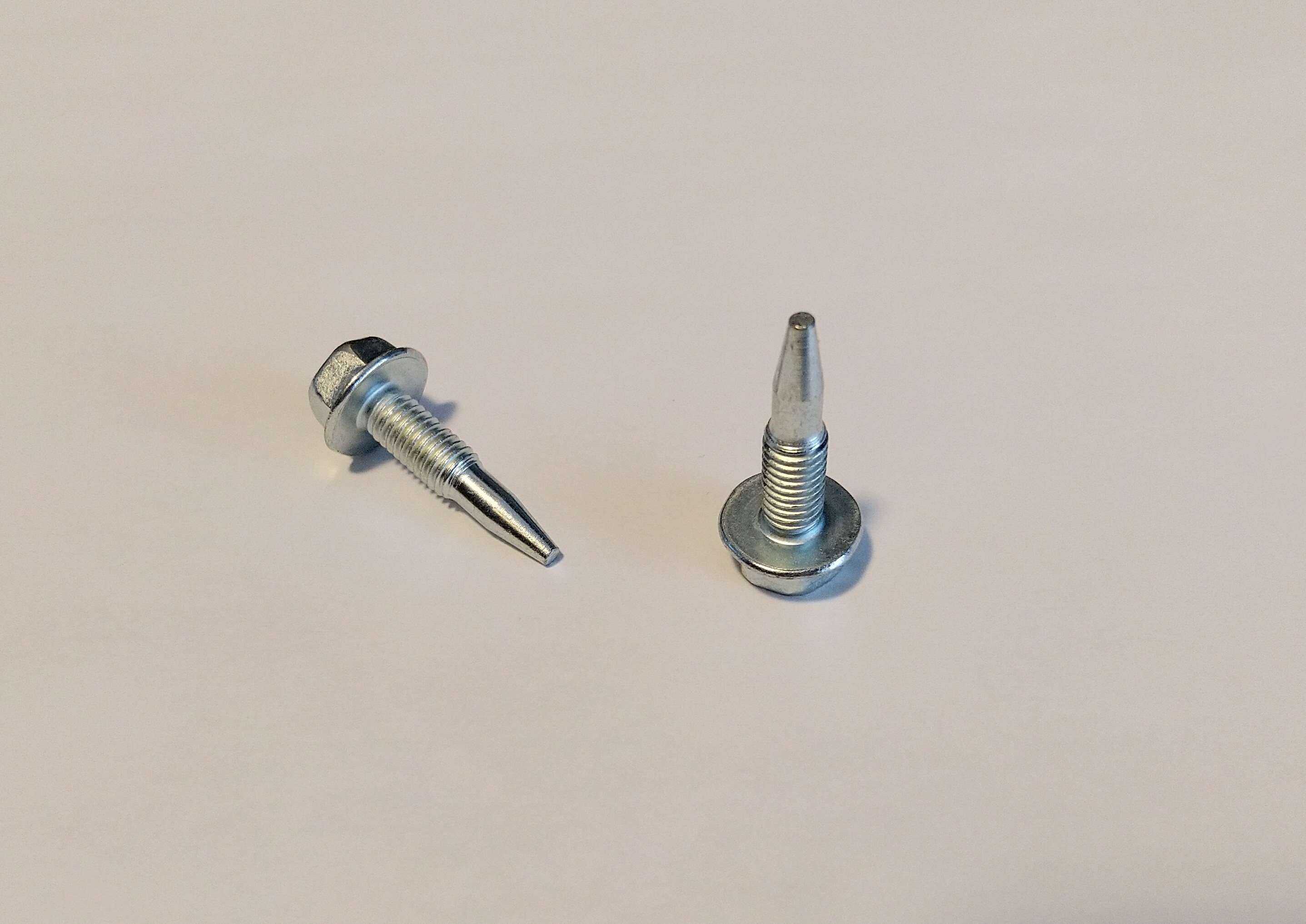
Twee 'liftbouten' met het verbeterde ontwerp

Om schadelijke emissies te verminderen installeerde Toyota een secundaire luchtpomp. Deze luchtpomp verplaatst verse buitenlucht, naar het uitlaatspruitstuk om de katalysator sneller naar operationele temperatuur te brengen bij een koude start van de motor. De relatief zuurstofrijke lucht zorgt ook voor een complete verbranding van het brandstofmengsel. Deze luchtpomp werd vanaf maart 2003 geïntroduceerd voor de Noord-Amerikaanse markt. De verkoop van de Toyota Celica T Sport en Toyota Corolla T Sport stopte eind oktober 2005, mede omdat de motor niet kon voldoen aan de Euro IV-norm.
Lotus modificeerde de 2ZZ-GE voor hun gebruik door een andere programmering te maken van de ECU en paste het inlaat- en uitlaatsysteem aan.
| Europa | Verenigde Staten                                                  | Japan |
| --- | ----------------------------------------------------------------- | --- |
| Toyota: - Toyota Celica T Sport; - Toyota Corolla T Sport; - Toyota Corolla T Sport Compressor. | Toyota: - Celica GT-S; - Toyota Corolla XRS; - Toyota Matrix XRS. | Toyota: - Toyota Allex RS180; - Toyota Celica SS-II; - Toyota Corolla Fielder Z Aero Tourer; - Toyota Corolla RunX Z; - Toyota Corolla RunX Z Aero Tourer; - Toyota Corolla RunX TRD Sports M; - Toyota Voltz Z; - WiLL VS. |
| Lotus: - Lotus Elise 111R; - Lotus Elise SC; - Lotus Exige; - Lotus Exige S; - Lotus Exige S 240; - Lotus Exige S 260; - Lotus Exige 265E; - Lotus Exige GT3; - Lotus Exige GT3 of Angelo Lazaris; - Union Jack Lotus Exige S; - Lotus Exige Scura/Stealth; - Lotus Exige S RGB Special Edition; - Lotus Exige Matte Black Final Edition; - Lotus Exige S 260 Final Edition; - Lotus 2-Eleven. | Pontiac: - Pontiac Vibe GT.                                       | |

De Nieuw-Zeelandse Toyota Racing Series (TRS) FT-40 en FT-50 raceauto's maakten gebruik van gemodificeerde 2ZZ-GE motoren.

2ZZ-GE
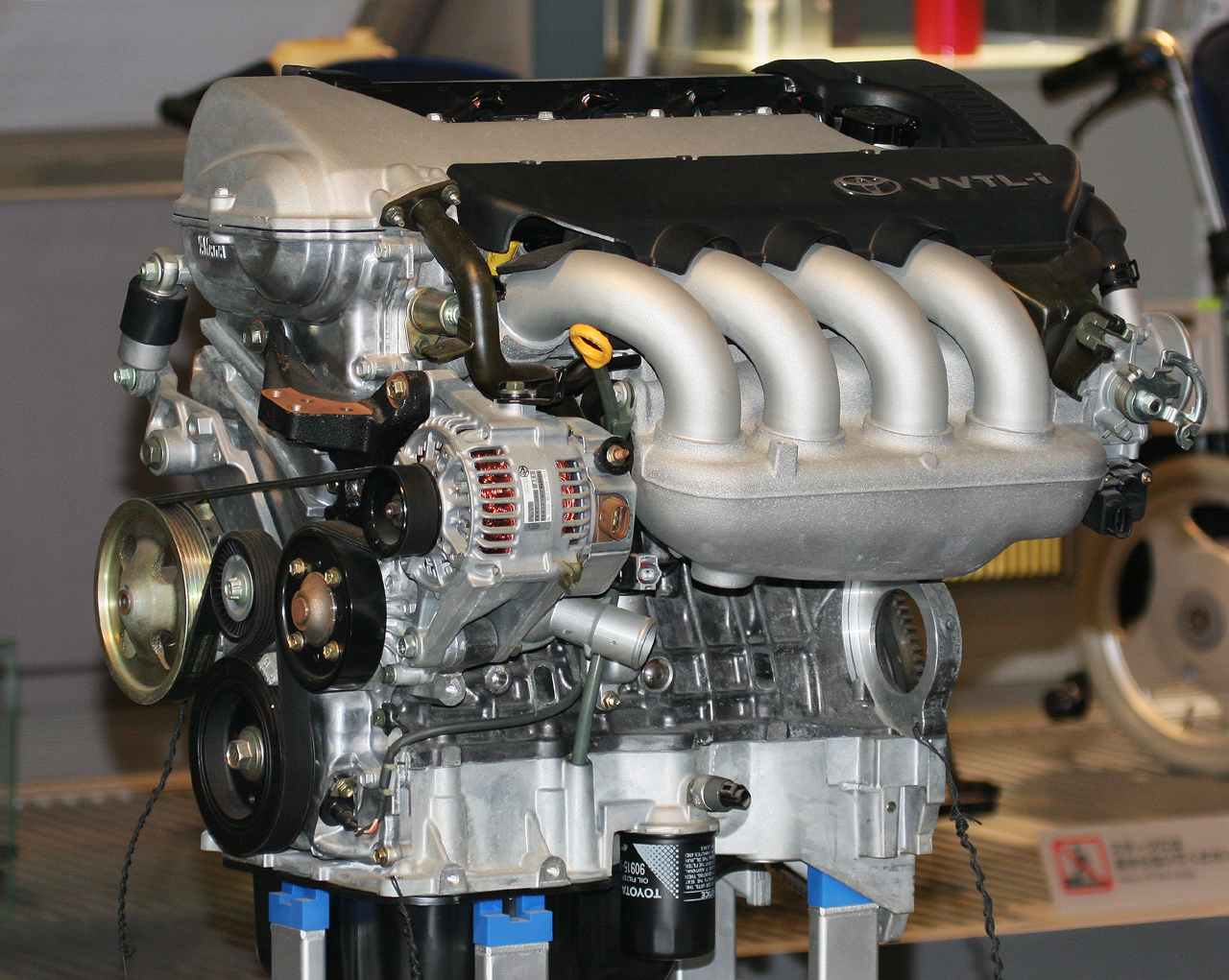
2ZZ-GE motor, International Engine of the Year 2002 in de categorie 1,4 tot 1,8 liter.
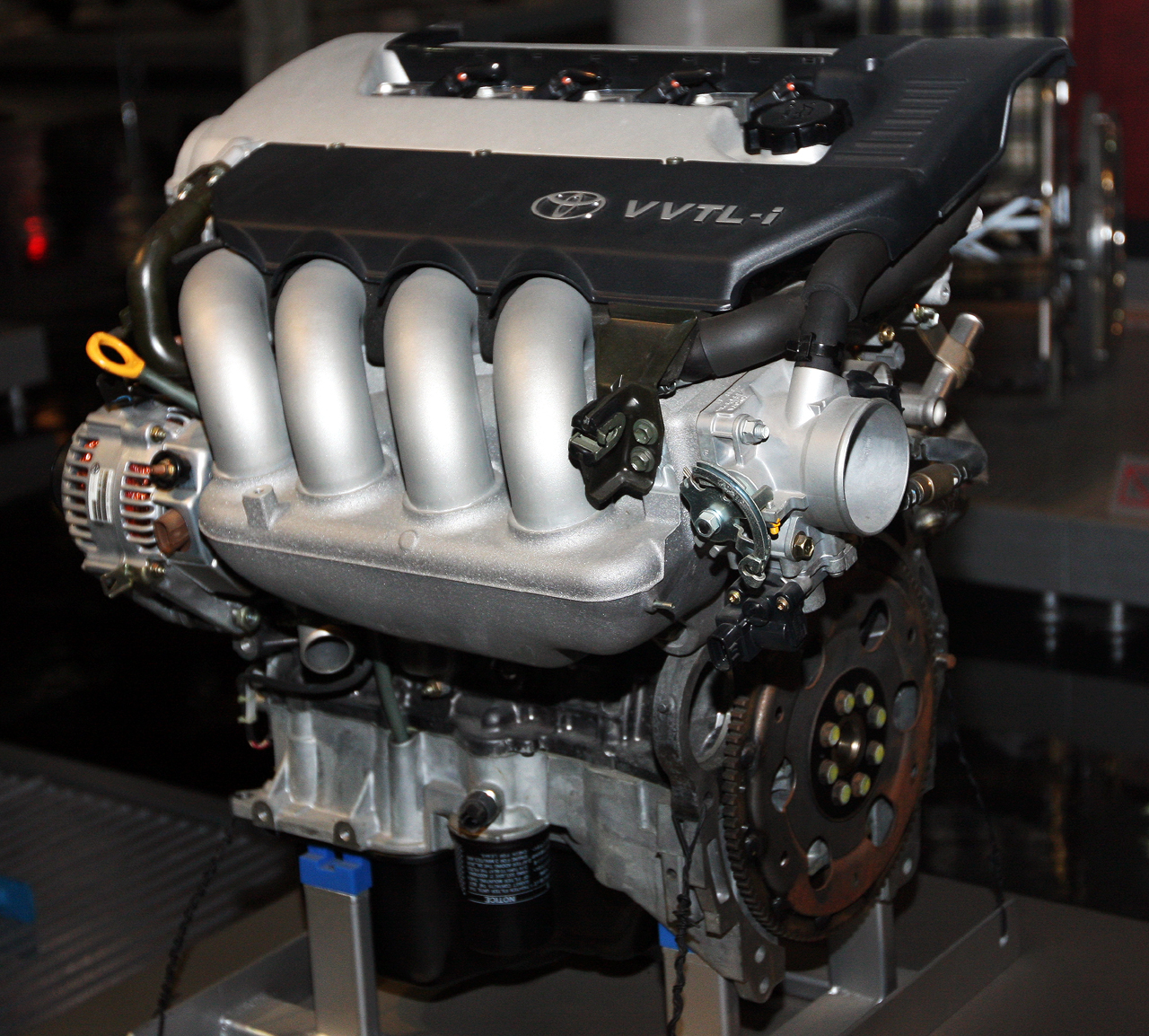
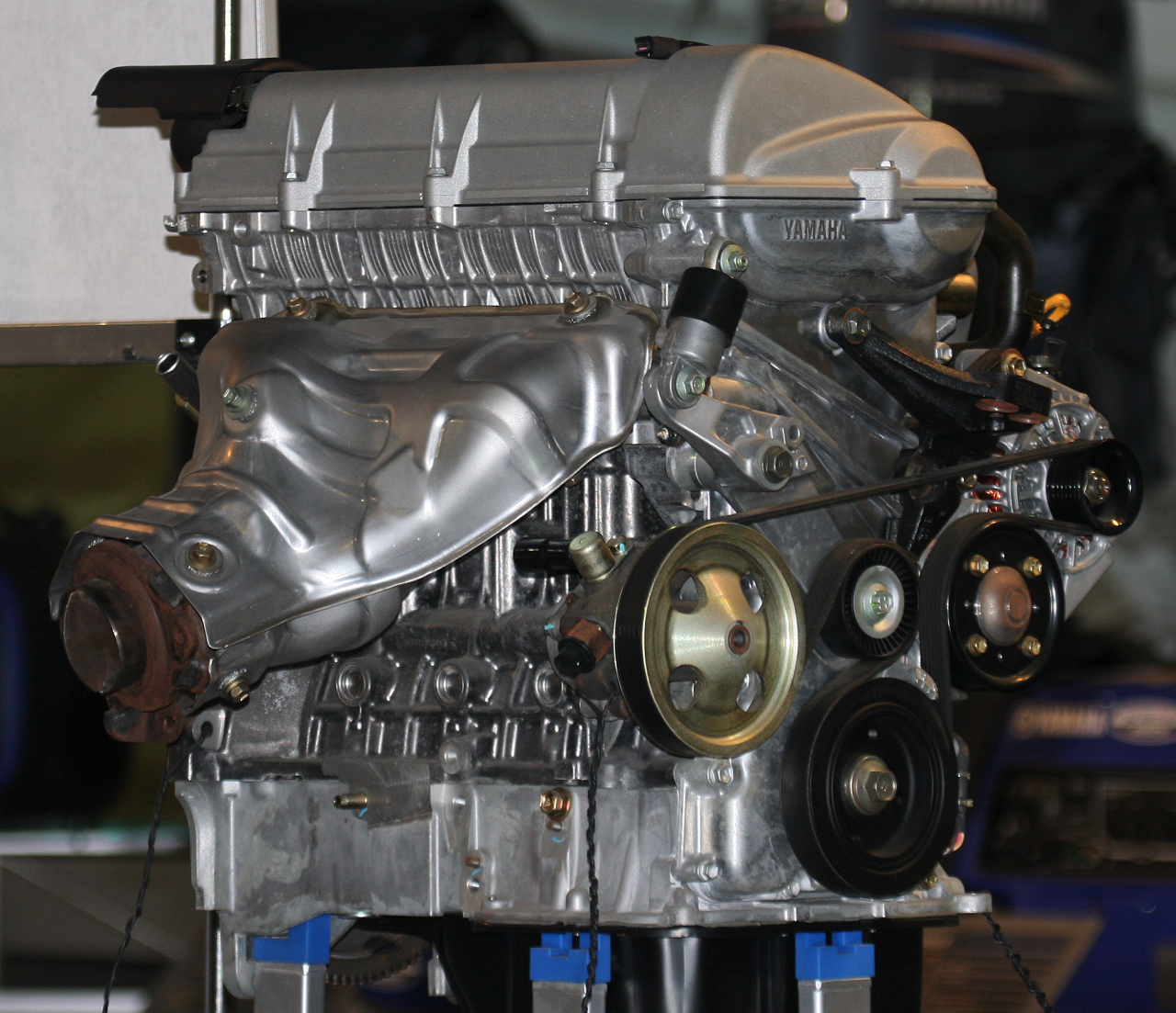
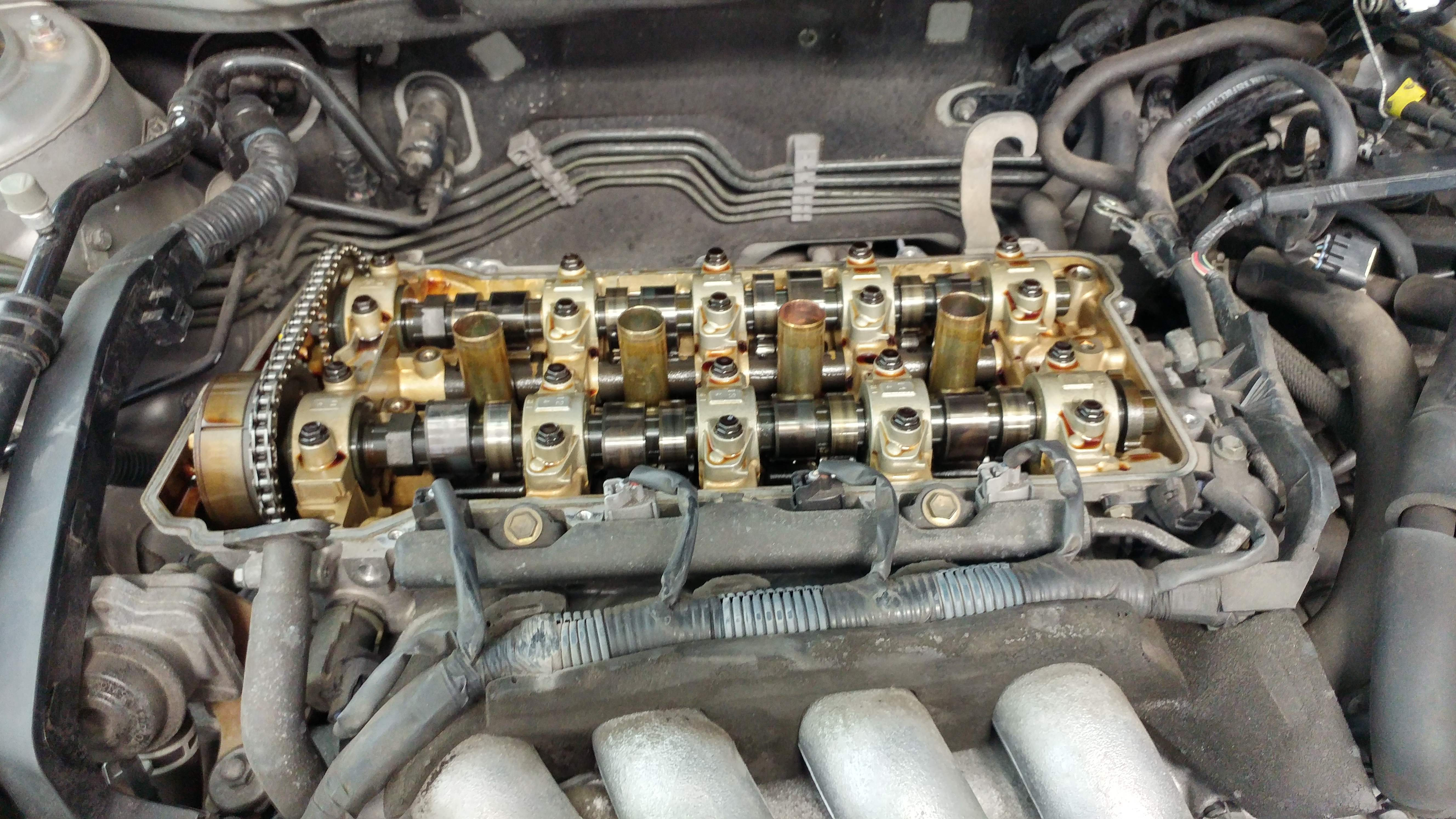
Blootliggende nokkenassen.
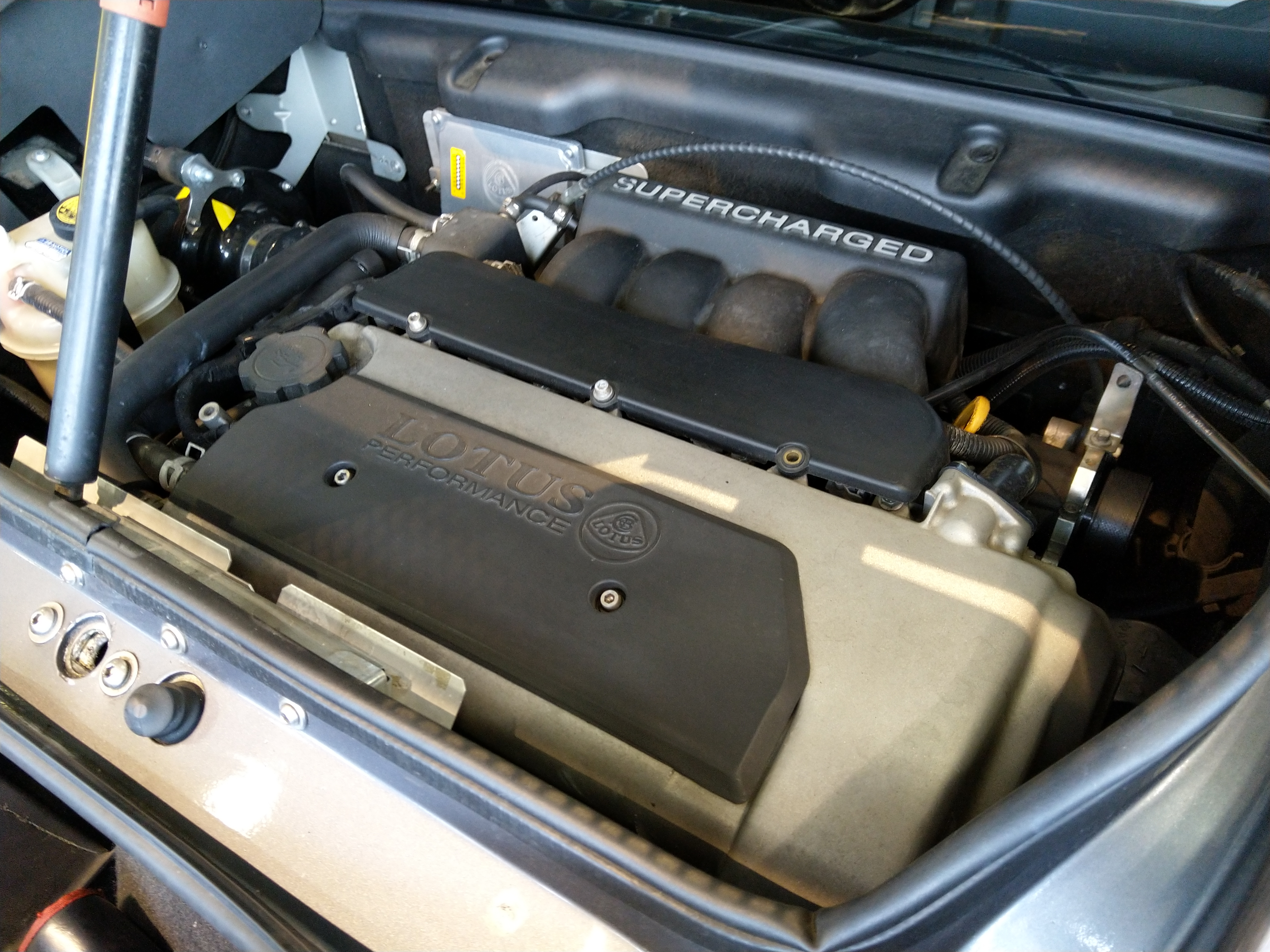
2ZZ-GE motor met compressor in een 2005 Lotus Exige S.

## 3ZZ
De 3ZZ kent één versie: de 3ZZ-FE. De motor werd geïntroduceerd met de facelift van achtste generatie Toyota Corolla.
| Specificaties        | Specificaties        |
| -------------------- | -------------------- |
| type                 | lijnmotor            |
| aantal cilinders     | 4                    |
| cilinderinhoud       | 1,598 cm³            |
| boring × slag        | 79 mm × 81.5 mm      |
| compressieverhouding | 10,5 : 1             |
| kleppen per cilinder | 4                    |
| kleppen totaal       | 16                   |
| klepbediening        | DOHC                 |
| nokkenasaandrijving  | ketting              |
| inspuiting           | indirecte inspuiting |
| inspuitsysteem       | multipointinjectie   |

### 3ZZ-FE
De F in de motorcode betekent dat de kleppen in een nauwe hoek zijn gesitueerd, ten behoeve van het brandstofverbruik. De E betekent dat deze motor over elektronische brandstofinjectie beschikt. De 3ZZ-FE is een 1,6 liter natuurlijk geaspireerde viercilinder lijnmotor, die gebruikmaakt van VVT-i-technologie.

## 4ZZ
De 4ZZ motor kent één versie: de 4ZZ-FE. De motor werd geïntroduceerd met de facelift van achtste generatie Toyota Corolla.
| Specificaties        | Specificaties        |
| -------------------- | -------------------- |
| type                 | lijnmotor            |
| aantal cilinders     | 4                    |
| cilinderinhoud       | 1,398 cm³            |
| boring × slag        | 79 mm × 71.3 mm      |
| compressieverhouding | 10,0 : 1             |
| kleppen per cilinder | 4                    |
| kleppen totaal       | 16                   |
| klepbediening        | DOHC                 |
| nokkenasaandrijving  | ketting              |
| inspuiting           | indirecte inspuiting |
| inspuitsysteem       | multipointinjectie   |

### 4ZZ-FE
De F in de motorcode betekent dat de kleppen in een nauwe hoek zijn gesitueerd, ten behoeve van het brandstofverbruik. De E betekent dat deze motor over elektronische brandstofinjectie beschikt. De 4ZZ-FE is een 1,4 liter natuurlijk geaspireerde viercilinder lijnmotor, die gebruikmaakt van VVT-i-technologie.